# 蒙塔鲍尔
蒙塔鲍尔（德語：Montabaur，發音：[ˈmɔntaˌbaʊɐ] ⓘ）是德国莱茵兰-普法尔茨州韦斯特林山县的城市，也是韦斯特林山县的县治和蒙塔鲍尔联合市镇的行政中心，面积33.77平方千米，2023年12月31日人口为14,677人。

## 经济
蒙塔鲍尔的主要企业有：
- Akademie Deutscher Genossenschaften ADG[2]
- Deco Glas[3]
- Klöckner Pentaplast（德语：Klöckner Pentaplast）
- netclusive GmbH[4]
- Schmidt Consulting & Vertrieb GmbH & Co KG Solarstromanlagen[5]
- United Internet（德语：United Internet）
- Ursa Chemie[6]
- Volkmann & Rossbach Verkehrssicherheitssysteme[7]
- 1&1 Internet（德语：1&1 Internet）

## 国际关系

### 姊妹城市
- 法國 托内尔
- 英国 布拉克利
- 德国 塞布尼茨
- 乌克兰 特羅斯佳涅茨

### 友好城市
- 美国 弗雷德里克堡